# Мандельштам, Александр Эмильевич
Александр Эмильевич Мандельштам (11 февраля 1894 — 3 мая  1982 Ленинград) — советский гинеколог, доктор медицинских наук (1924), заслуженный деятель науки и техники РСФСР (1948), профессор (1929).

## Биография
Родился 29 января (по старому стилю) 1894 года в семье попелянского мещанина Иезекиля Зельмановича (Эмиля Соломоновича) Мандельштама (1851—1927) и Эммы Морицевны Мандельштам (в девичестве Гурвич, 1858—1922). Семья жила в Вильне на Благовещенской улице, дом № 12. После окончания в 1916 году медицинского факультета Московского университета, призван на службу врачом в действующую армию. Доцент кафедры акушерства и гинекологии Института для усовершенствования врачей с 1924 года. В 1924 году защитил докторскую диссертацию «Реакции оседания эритроцитов у человека». Был заведующим акушерско-гинекологической клиники Одесского медицинского института (ныне Одесский национальный медицинский университет) с 1929 года, в период с 1930 по 1934 годов — заведующий акушерско-гинекологической кафедрой Харьковского медицинского института, в 1934—1965 годах — заведующим кафедрой акушерства и гинекологии Ленинградского института усовершенствования врачей (ныне Северо-Западный государственный медицинский университет имени И. И. Мечникова). 
В 1936 году основал кафедру патологической анатомии при Ленинградском стоматологическом институте. В 1941—1944 годы — руководитель хирургического Эвакуационного госпиталя. Участник Великой Отечественной войны, будучи на фронте служил гинекологом на Закавказском фронте.

## Семья
- Брат — Мориц Эмильевич (Иезекилевич) Мандельштам (1892—1957), учёный в области кардиологии, доктор медицинских наук, профессор и заведующий кафедрами пропедевтики и госпитальной терапии Ленинградского педиатрического медицинского института[3].
  - Племянник — Сергей Морицевич Мандельштам (1935—?), математик, учёный в области информатики и метрологии, доктор технических наук.
  - Племянница — Евгения Морицевна Мандельштам (р. 1927)
- Жена — Розалия (Раиса) Иосифовна Мандельштам (урождённая Краузман, 1886—1970), певица и музыкальный педагог. Сын Владимир (1923‒1997), врач, доктор медицинских наук.

## Научная деятельность
Автор свыше 200 научных работ, а также 17 монографий. Разработал методы операций при заживлении маточных труб, отклонений в развитии половых органов, доброкачественных опухолей матки и яичников, им был предложен способ образования искусственного влагалища по прямокишечному методу. Он первый кто предложил использовать атмосферный воздух для определения проходимости маточных труб.

## Основные работы
Сочинения
- Реакция оседания эритроцитов в гинекологии, Л., 1925.
- Мандельштам А. Э. Современные биолого-химические методы исследования в гинекологии и акушерстве. — Л.: Ленинградский институт усовершенствования врачей, 1927. — № 6. — С. 160.
- К клинике и терапии гинатрезий, Л., 1929.
- Мандельштам А. Э. Токсикозы беременности и гормоны  / проф., д-р мед. наук А. Э. Мандельштам, доц. Э. М. Капул. Харьков. — Х., 1935. — Вып. 7. — С. 182—184.
- Образование искусственного влагалища по прямокишечному методу (Colpocleisis rectalis), Л., 1938.
- Мандельштам А. Э. Хорирн-эпителиома матки. — Л., 1938. — С. 197.
- Гинекологическая диагностика, т. 1, Л., 1940.
- Лекции по патологической анатомии полости рта и зубов, Л., 1940.
- Мандельштам А. Э. Функциональная диагностика в гинекологии  / проф., д-р мед. наук А. Э. Мандельштам, доц. Э. М. Капул. — Л.: Центральный институт акушерства и гинекологии Министерства здравоохранения СССР, 1947. — Вып. 7. — С. 297.
- Мандельштам А. Э. Воспалительные заболевания женских половых органов в свете учения о нервизме. — Л., 1975. — С. 196.
- Мандельштам А. Э. Семиотика и диагностика женских болезней // 3-е изд., перераб. и доп. Ленинград: Медицина. Ленинград. отд-ние. — Л.: Государственное издательство медицинской литературы, 1959—1976. — С. 695.
- Расстройство менструальной функции, Многотомн. руководство по акуш. и гинек., под ред. Персианинова Л. С., т. 4, кн. 2, с. 401, М., 1963.